# FK Spartaks Jūrmala
El Jūrmalas Futbola un Peldēšanas skola/Spartaks (Jūrmala Escola de Natació i Futbol/Spartaks) és un club de futbol de la ciutat de Jūrmala.
Juga a l'estadi Slokas amb capacitat per a 2.500 espectadors.
Va ser fundat el 2007. Des de 2012 juga a la màxima divisió letona.

## Palmarès
- Lliga letona de futbol:[3]
  - 2016, 2017